# (6944) Elaineowens
(6944) Elaineowens est un astéroïde de la ceinture principale.

## Description
(6944) Elaineowens est un astéroïde de la ceinture principale. Il fut découvert le 25 juin 1979 à l'observatoire de Siding Spring par Eleanor Francis Helin et Schelte J. Bus. Il présente une orbite caractérisée par un demi-grand axe de 2,32 UA, une excentricité de 0,14 et une inclinaison de 7,7° par rapport à l'écliptique.